# 第72独立機械化旅団 (ウクライナ陸軍)
第72独立機械化旅団（だい72どくりつきかいかりょだん、ウクライナ語: 72-та окрема механізована бригада）は、ウクライナ陸軍の旅団。北部作戦管区隷下。
大祖国戦争でソビエト連邦を侵略者ナチス・ドイツから防衛した功績から、赤旗勲章を授与され、ウクライナ軍に編入した現在でも、モスクワ中央軍事博物館に軍旗が永久保存されている。

## 概要

### 第二次世界大戦
1941年12月15日、第二次世界大戦の影響に伴い、赤軍の第459狙撃師団としてカザフ・ソビエト社会主義共和国で創設された。
1942年1月22日、師団番号統一に伴い、第29狙撃師団に改称された。
1942年7月から独ソ戦に投入され、枢軸国に勝利し、赤旗勲章、名誉称号「親衛隊」、「クラスノグラード」を授与され、第72親衛狙撃師団に改称された。
1946年1月、ウクライナ・ソビエト社会主義共和国キエフ州に移駐した。
1946年7月、部隊縮小に伴い、第7独立親衛狙撃旅団に改編された。

### 冷戦
1953年10月、部隊増強に伴い、第72親衛狙撃師団に改編された。
1957年6月、機械化に伴い、第72親衛自動車化狙撃師団に改編された。

### ウクライナ陸軍

第72独立親衛機械化旅団

1991年12月、ソビエト連邦の崩壊とウクライナの独立で創設されたウクライナ陸軍に編入し、第1軍団隷下の第72親衛機械化師団に改編された。
1997年8月、第292親衛戦車連隊を基幹に第1独立親衛戦車旅団が創設された。
2002年、部隊縮小に伴い、第72独立親衛機械化旅団に改編された。

### ドンバス戦争

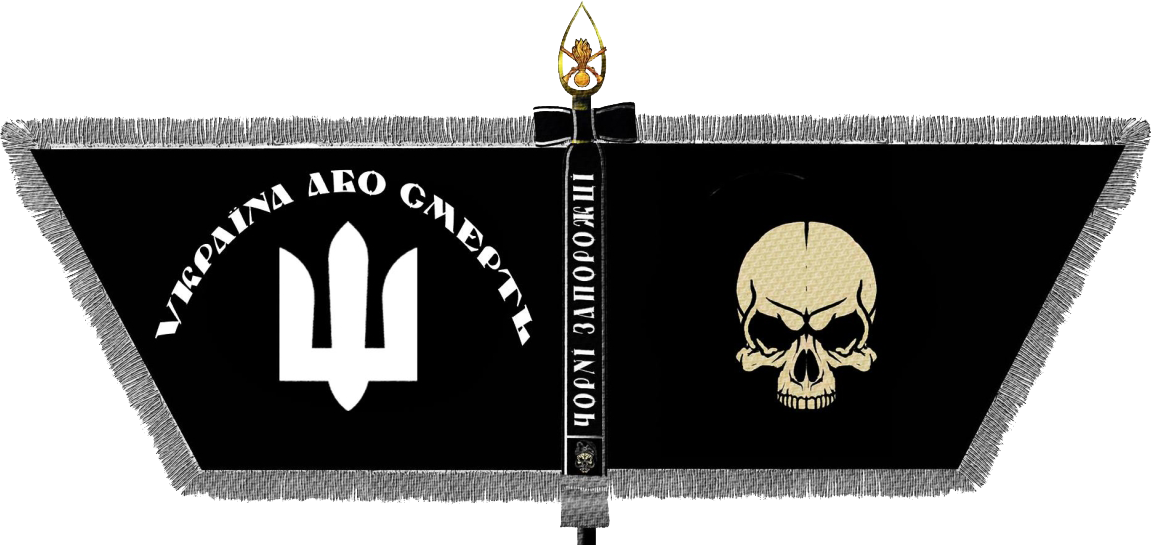
第72旅団旗

2014年3月、ドンバス戦争に投入され、2個大隊戦術群が東部ドネツィク州、ルハーンシク州に配備された。
2015年11月18日、ペトロ・ポロシェンコ大統領の大統領令で、赤旗勲章を返上した。
2016年8月22日、ソ連時代の栄誉返上に伴い、第72独立機械化旅団に改称された。
2017年8月23日、ペトロ・ポロシェンコ大統領から、名誉称号「ブラック・ザポリージャ」を授与された。

### ロシアのウクライナ侵攻

#### 北部・キーウ戦線
2022年2月24日、ロシアのウクライナ侵攻では、北部キーウ州ブチャ地区に配備され、侵攻初日にロシア軍に占拠されたアントノフ国際空港を解放した。1個大隊が壊滅しながらも、モシュンの防衛線で首都キーウ征服を目指す兵力数千人のロシア軍を2週間以上食い止め、4月にロシア軍はキーウ州から撤退した。
2022年5月6日、ウォロディミル・ゼレンスキー大統領から、勇気と勇敢さに対する栄誉賞を授与された。

#### 北東部・ハルキウ戦線
2022年5月、北東部ハルキウ州チュフイウ地区に再配置され、ハルキウ守備隊の救援でウクライナ国家親衛隊と合同で攻勢を開始し、ロシアと国境を接するテルノヴァを解放してロシア軍を国境まで押し戻した。

#### 東部・バフムート戦線
2022年6月、激戦地の東部ドネツィク州バフムート地区に再配置されたが、偵察中隊が壊滅し、職業軍人の多くが死傷する大損害を受けて兵員を新兵訓練を終えたばかりの動員兵で充足した。

#### 東部・南ドネツク戦線
2022年8月、東部ドネツィク州ヴォルノヴァーハ地区に再配置された。現地に駐留していたウクライナ領土防衛部隊外国人軍団の偵察部隊が指揮下に配属されたが、団員はバフムート戦線のトラウマでよそ者に対する警戒心が強くなっており、当初は連携が上手くいかなかった。さらに戦闘の合間に新兵訓練を行うような状況だったが、交戦するロシア軍の第155独立親衛海軍歩兵旅団も壊滅後に再配置されて部隊の状態にはいろいろ難があり、たびたび大損害を与えて撃退した。
以降、2022年から2024年までの約2年間、ヴフレダールを守備していたが、2024年9月のヴフレダールからのウクライナ軍撤退に合わせ同旅団も撤退した。

## 編制
- 旅団司令部（ビーラ・ツェールクヴァ）
- 第1機械化大隊
- 第2機械化大隊
- 第3機械化大隊
- 戦車大隊
- 第12独立自動車化歩兵大隊
- 第48独立小銃大隊
- 第2小銃大隊
- 旅団砲兵群
  - 本部中隊
  - 第1自走砲大隊
  - 第2自走砲大隊
  - ロケット砲大隊
  - 対戦車砲大隊
- 防空大隊

- 工兵大隊
- 整備大隊
- 兵站大隊
- 偵察中隊
- 電子戦中隊
- 通信中隊
- レーダー中隊
- NBC防護中隊
- 衛生中隊
- 無人航空機中隊 ブラヴァー

## ギャラリー

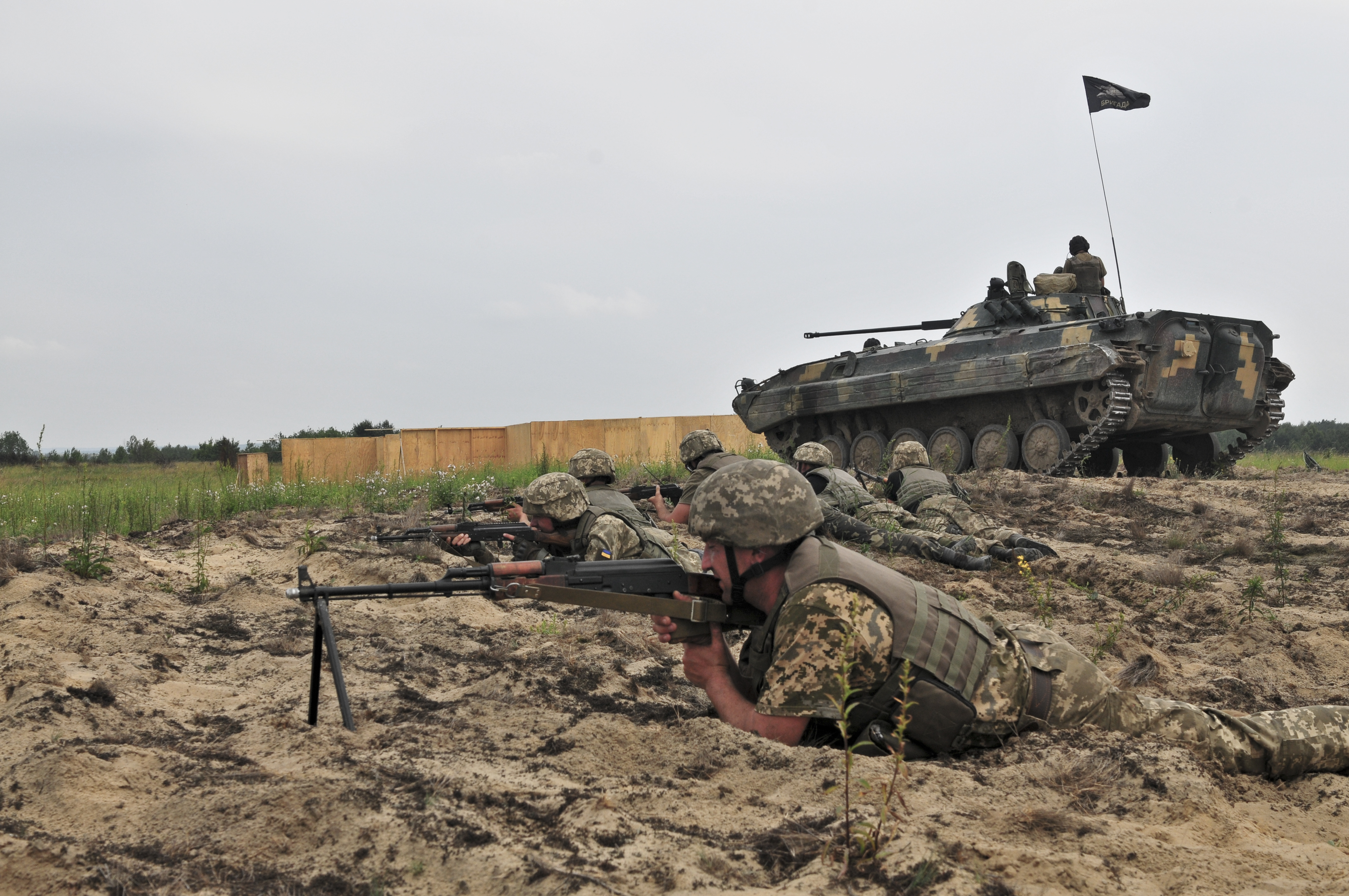
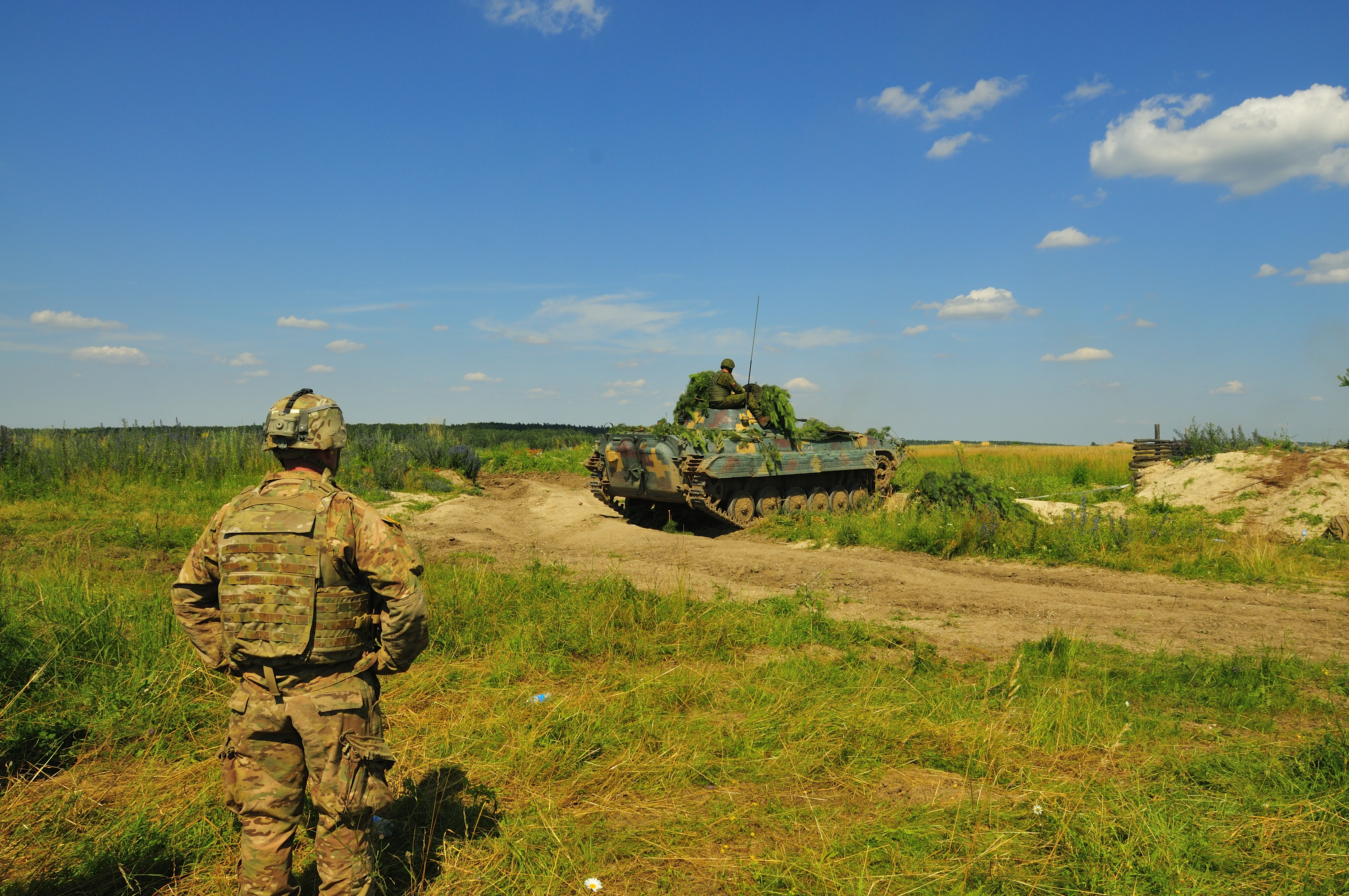
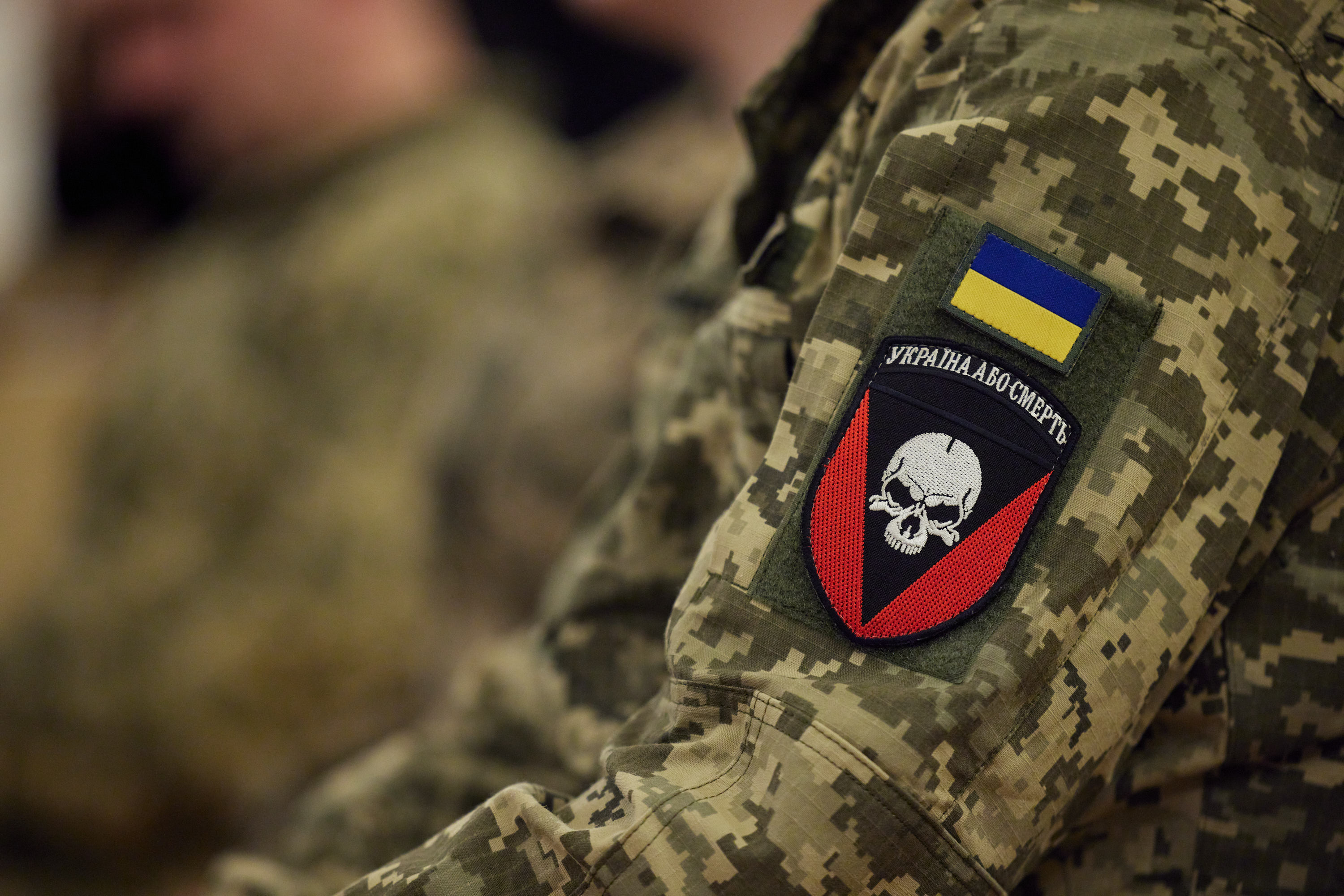
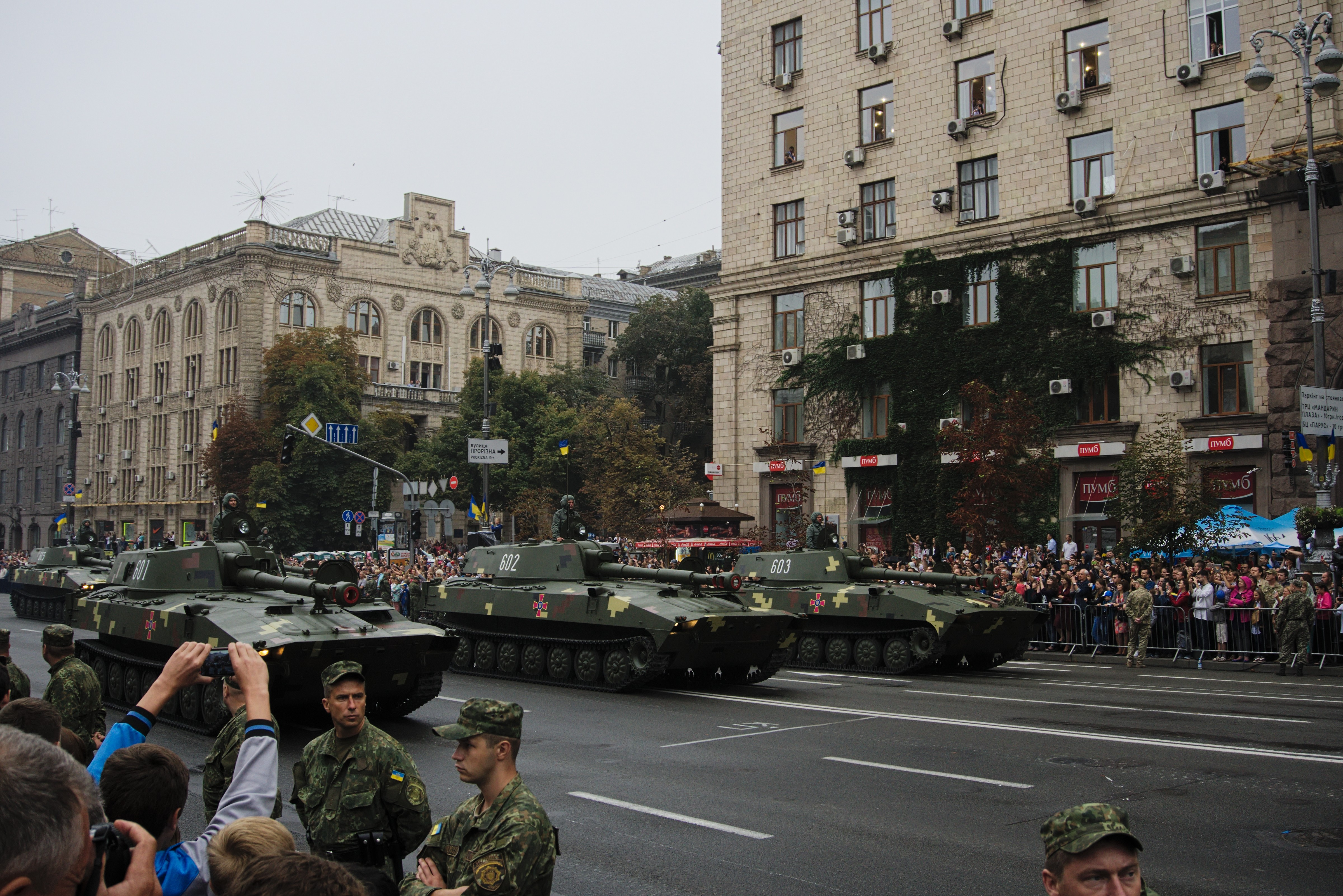
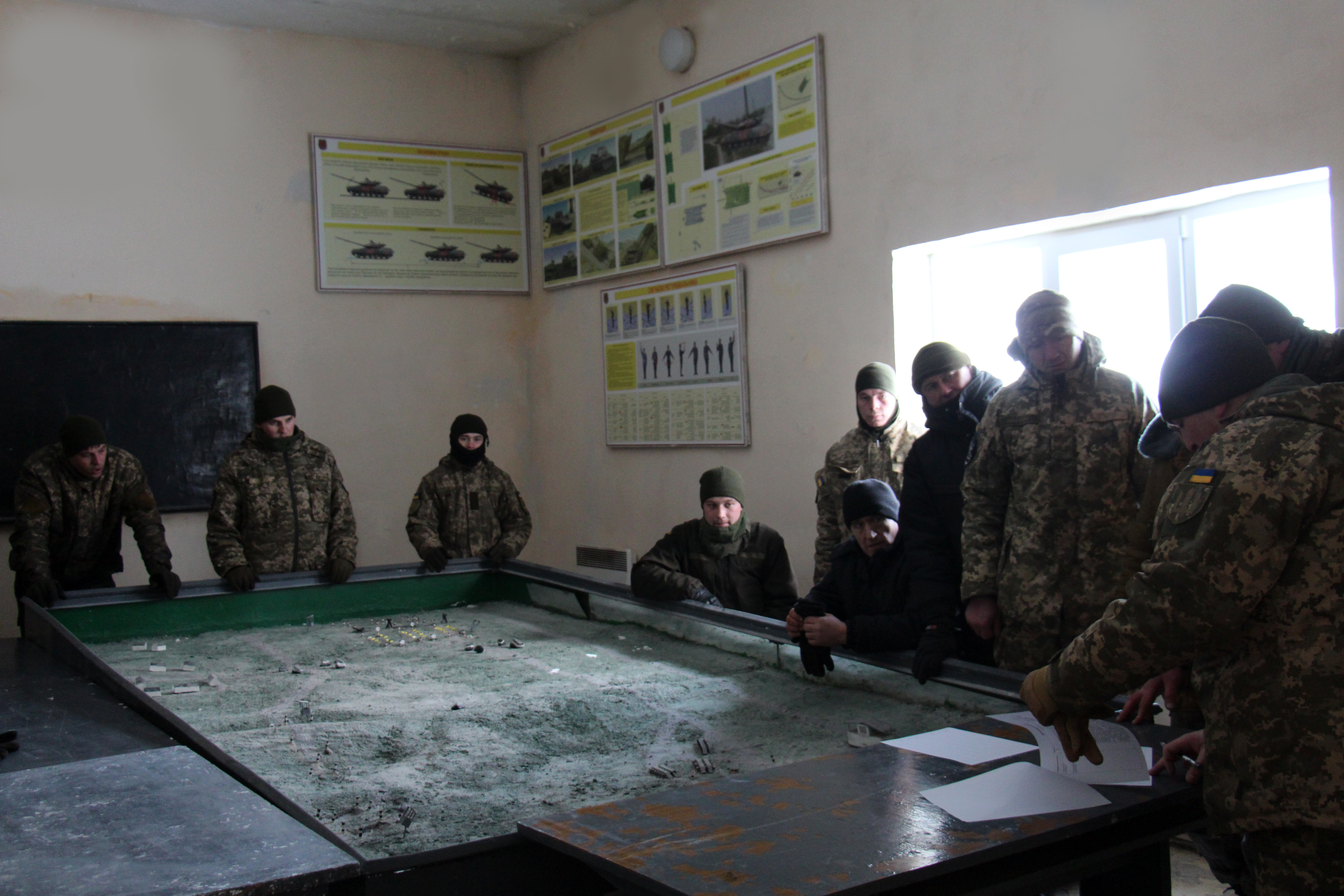
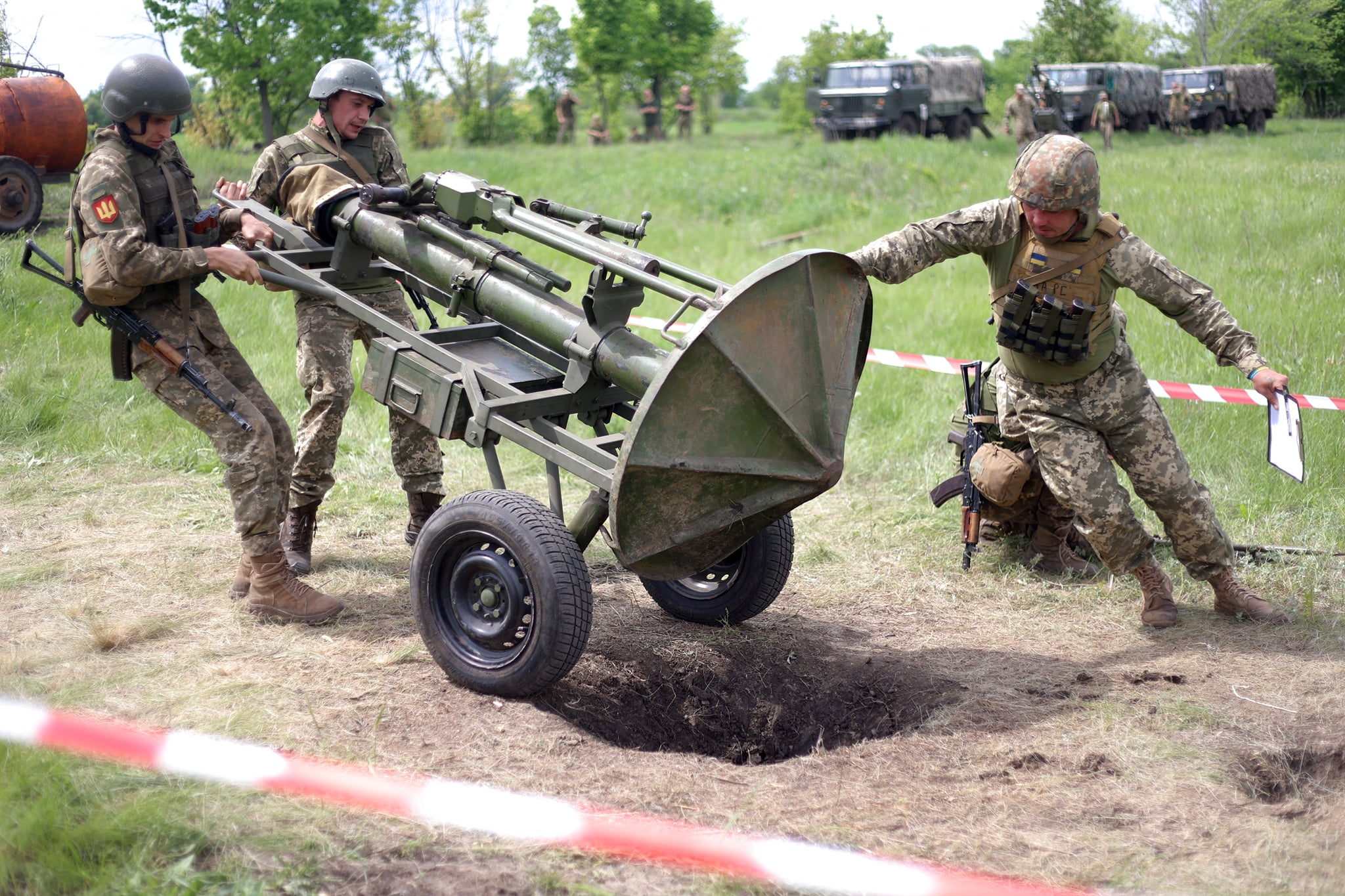
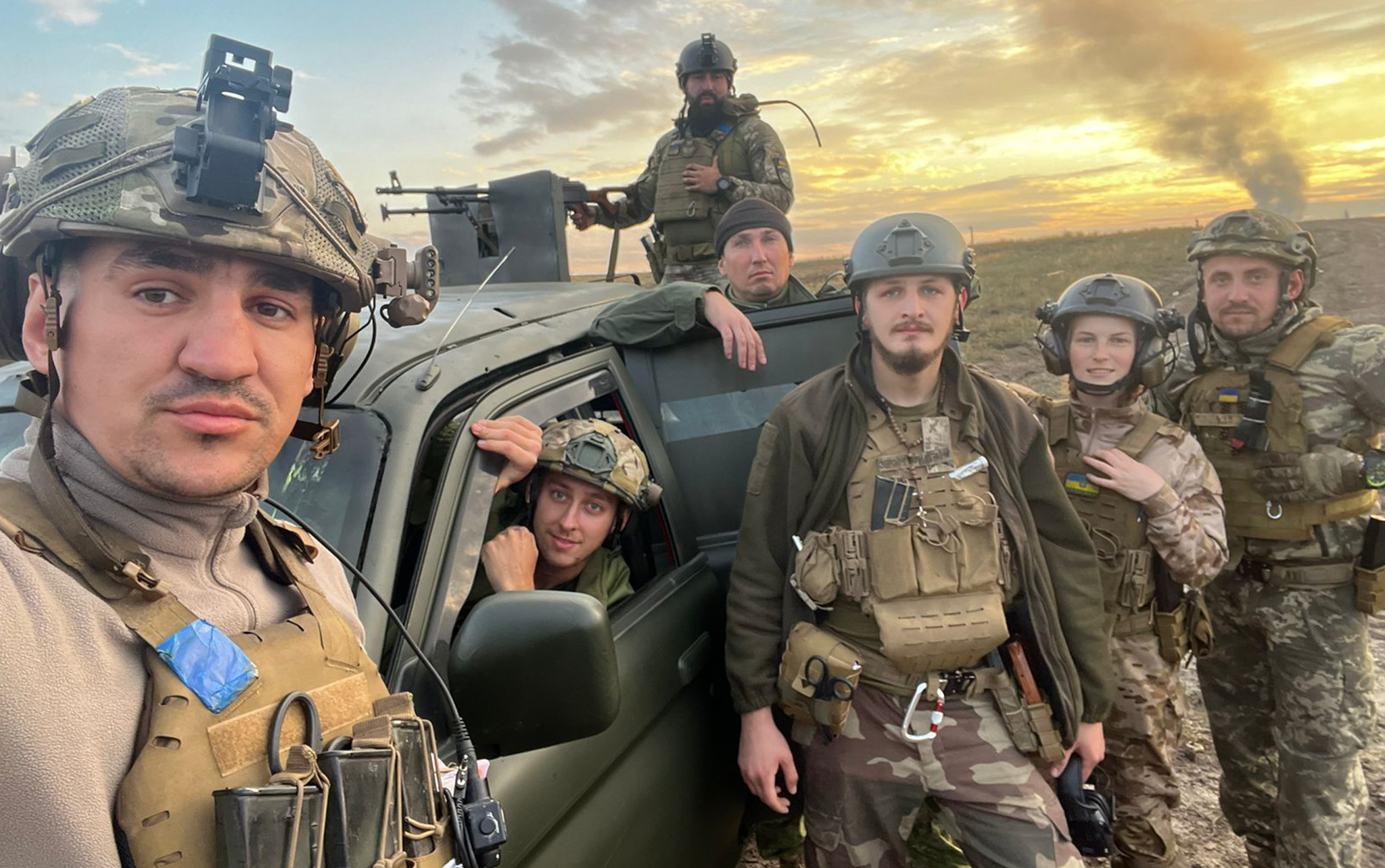
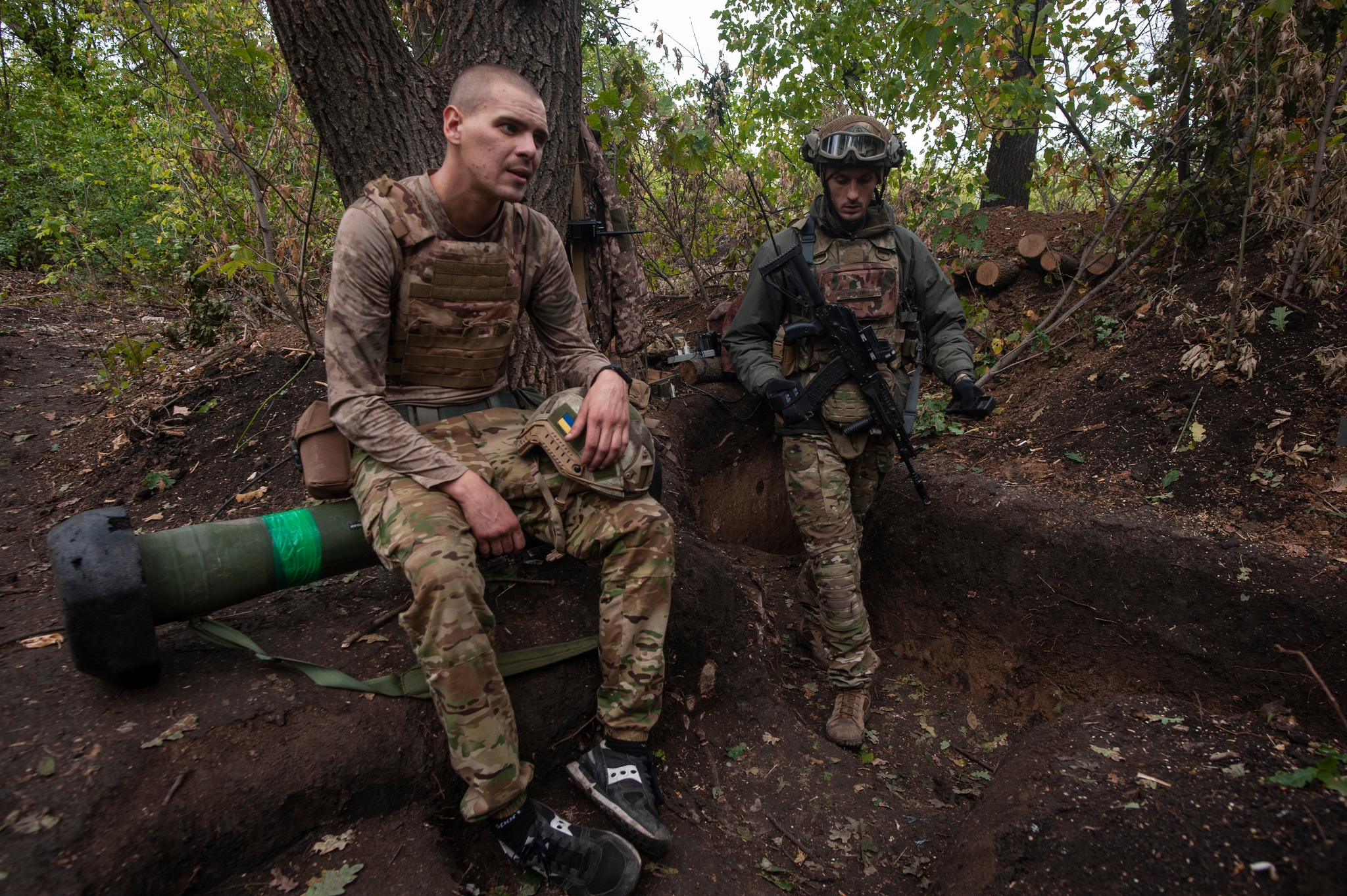

## 2017年編制
- 旅団司令部（ビーラ・ツェールクヴァ）
- 第1機械化大隊
- 第2機械化大隊
- 第3機械化大隊
- 戦車大隊
- 第12独立自動車化歩兵大隊（ビーラ・ツェールクヴァ）
- 旅団砲兵群
  - 本部中隊
  - 第1自走砲大隊
  - 第2自走砲大隊
  - ロケット砲大隊
  - 対戦車砲大隊

- 防空大隊
- 工兵大隊
- 整備大隊
- 兵站大隊
- 偵察中隊
- 狙撃中隊
- 電子戦中隊
- 通信中隊
- レーダー中隊
- NBC防護中隊
- 衛生中隊

## 第72親衛自動車化狙撃師団編制
- 師団司令部（ビーラ・ツェールクヴァ）
- 第222親衛自動車化狙撃連隊
- 第224親衛自動車化狙撃連隊
- 第229親衛自動車化狙撃連隊
- 第292親衛戦車連隊
- 第155親衛砲兵連隊
- 第1129防空連隊
- ミサイル大隊
- 第1345独立対戦車砲大隊

- 第117独立偵察大隊
- 第220独立親衛工兵大隊
- 第538独立親衛通信大隊
- 第280独立整備大隊
- 第892独立補給大隊
- 第23独立化学防護大隊
- 第149独立衛生大隊

## 司令官
- イヴァン・ヴィニク（ウクライナ語版）大佐 - 2022年8月〜2024年9月[18]
- オレクサンドル・オフリメンンコ（ウクライナ語版）大佐 - 2024年9月〜[19]

## 出身者
- オレクサンドル・シルスキー
- オレクシイ・アレストビッチ
- ルスラン・コムチャック